# تاپ مدیا
تاپ مدیا (کره‌ای: 티오피미디어؛ انگلیسی: TOP Media) با نام تی.او. پی مدیا (T.O.P Media) نیز شناخته می‌شود، شرکتی در کره جنوبی است که توسط اندی لی از شینهوا تأسیس شد و مدیریت چندین هنرمند را برعهده دارد. تاپ مدیا معمولاً برای توزیع آثار موسیقی منتشر شده توسط خود با سونی میوزیک انترتینمنت کره همکاری می‌کند.